# Anomala obovata
Anomala obovata är en skalbaggsart som beskrevs av Ohaus 1933. Anomala obovata ingår i släktet Anomala och familjen Rutelidae. Inga underarter finns listade i Catalogue of Life.